# Campionati del mondo di atletica leggera 2019 - Salto in alto maschile
Le gare del salto in alto maschile dei Campionati del mondo di atletica leggera 2019 si sono svolte tra il 1° e il 4 ottobre.

## Podio
| Pos.    | Atleta             | Nazionalità                 | Prestazione |
| ------- | ------------------ | --------------------------- | ----------- |
| Oro     | Mutaz Essa Barshim | Qatar                       | 2,37 m      |
| Argento | Mikhail Akimenko   | Atleti Neutrali Autorizzati | 2,35 m      |
| Bronzo  | Ilya Ivanyuk       | Atleti Neutrali Autorizzati | 2,35 m      |

## Situazione pre-gara

### Record
Prima di questa competizione, il record del mondo (RM) e il record dei campionati (RC) erano i seguenti.
| Record                | Prestazione | Atleta                    | Data                             | Competizione  |
| --------------------- | ----------- | ------------------------- | -------------------------------- | ------------- |
| Record mondiale       | 2,45 m      | Javier Sotomayor Cuba     | 27 luglio 1993 Salamanca, Spagna |               |
| Record dei campionati | 2,41 m      | Bohdan Bondarenko Ucraina | 15 agosto 2013 Mosca, Russia     | Mondiali 2013 |

### Campioni in carica
I campioni in carica a livello mondiale e olimpico erano:
| Campione | Atleta                   | Prestazione | Data                                   | Competizione   |
| -------- | ------------------------ | ----------- | -------------------------------------- | -------------- |
| Olimpico | Derek Drouin Canada      | 2,38 m      | 16 agosto 2016 Rio de Janeiro, Brasile | Olimpiadi 2016 |
| Mondiale | Mutaz Essa Barshim Qatar | 2,35 m      | 13 agosto 2017 Londra, Regno Unito     | Mondiali 2017  |

### La stagione
Prima di questa gara, gli atleti con le migliori tre prestazioni dell'anno erano:
| Pos. | Atleta                                       | Prestazione | Data                                    |
| ---- | -------------------------------------------- | ----------- | --------------------------------------- |
| 1    | Maksim Nedasekau Bielorussia                 | 2,35 m      | 9 settembre 2019 Minsk, Bielorussia     |
| 2    | Ilya Ivanyuk Atleti Neutrali Autorizzati     | 2,33 m      | 09 luglio 2019 Székesfehérvár, Ungheria |
| 2    | Mikhail Akimenko Atleti Neutrali Autorizzati | 2,33 m      | 26 luglio 2019 Cheboksary, Russia       |
| 2    | Stefano Sottile Italia                       | 2,33 m      | 28 luglio 2019 Bressanone, Italia       |

## Risultati

### Qualificazioni
Le qualifiche si sono tenute il 1º ottobre dalle ore 16:50.

Qualificazione: gli atleti che raggiungono i 2,31 m (Q) o le migliori 12 misure (q) avanzano alla finale.
| Pos | Gruppo | Atleta             | Nazionalità                 | 2,17 | 2,22 | 2,26 | 2,29 | Misura | Note |
| --- | ------ | ------------------ | --------------------------- | ---- | ---- | ---- | ---- | ------ | ---- |
| 1   | B      | Mikhail Akimenko   | Atleti Neutrali Autorizzati | o    | o    | o    | o    | 2,29 m | q    |
| 1   | A      | Mutaz Essa Barshim | Qatar                       | o    | o    | o    | o    | 2,29 m | q,   |
| 1   | A      | Ilya Ivanyuk       | Atleti Neutrali Autorizzati | o    | o    | o    | o    | 2,29 m | q    |
| 4   | A      | Brandon Starc      | Australia                   | o    | o    | xo   | o    | 2,29 m | q    |
| 4   | A      | Luis Zayas         | Cuba                        | o    | o    | xo   | o    | 2,29 m | q    |
| 6   | B      | Michael Mason      | Canada                      | o    | o    | o    | xo   | 2,29 m | q    |
| 7   | B      | Wang Yu            | Cina                        | o    | o    | xo   | xo   | 2,29 m | q    |
| 8   | B      | Jeron Robinson     | Stati Uniti                 | o    | o    | xxo  | xo   | 2,29 m | q    |
| 9   | B      | Lee Hup Wei        | Malaysia                    | o    | o    | o    | xxo  | 2,29 m | q,   |
| 10  | B      | Gianmarco Tamberi  | Italia                      | o    | o    | xo   | xxo  | 2,29 m | q    |
| 11  | A      | Luis Castro        | Porto Rico                  | o    | o    | xo   | xxx  | 2,26 m | q    |
| 11  | A      | Maksim Nedasekau   | Bielorussia                 | o    | o    | xo   | xxx  | 2,26 m | q    |
| 13  | A      | Shelby McEwen      | Stati Uniti                 | xxo  | o    | xo   | xxx  | 2,26 m |      |
| 14  | B      | Naoto Tobe         | Giappone                    | o    | o    | xxo  | xxx  | 2,26 m |      |
| 14  | B      | Andriy Protsenko   | Ucraina                     | o    | o    | xxo  | xxx  | 2,26 m |      |
| 16  | A      | Tihomir Ivanov     | Bulgaria                    | o    | xo   | xxo  | xxx  | 2,26 m |      |
| 16  | A      | Stefano Sottile    | Italia                      | xo   | o    | xxo  | xxx  | 2,26 m |      |
| 18  | B      | Dzmitry Nabokau    | Bielorussia                 | o    | xxo  | xxo  | xxx  | 2,26 m |      |
| 19  | B      | Douwe Amels        | Paesi Bassi                 | o    | o    | xxx  |      | 2,22 m |      |
| 19  | A      | Donald Thomas      | Bahamas                     | o    | o    | xxx  |      | 2,22 m |      |
| 21  | A      | Adrijus Glebauskas | Lituania                    | o    | xo   | xxx  |      | 2,22 m |      |
| 22  | A      | Ryo Sato           | Giappone                    | xxo  | xo   | xxx  |      | 2,17 m |      |
| 23  | A      | Django Lovett      | Canada                      | o    | xxo  | xxx  |      | 2,22 m |      |
| 23  | B      | Hamish Kerr        | Nuova Zelanda               | o    | xxo  | xr   |      | 2,22 m |      |
| 25  | B      | Takashi Eto        | Giappone                    | o    | xxx  |      |      | 2,17 m |      |
| 25  | B      | Joel Baden         | Australia                   | o    | xxx  |      |      | 2,17 m |      |
| 25  | B      | Keenon Laine       | Stati Uniti                 | o    | xxx  |      |      | 2,17 m |      |
| 25  | A      | Majd Eddin Ghazal  | Siria                       | o    | xxx  |      |      | 2,17 m |      |
| 29  | B      | Mathew Sawe        | Kenya                       | xo   | xxx  |      |      | 2,17 m |      |
| 30  | B      | Mateusz Przybylko  | Germania                    | xxo  | xxx  |      |      | 2,17 m |      |
|     | A      | Bohdan Bondarenko  | Ucraina                     | xr   |      |      |      | r      |      |

### Finale
La finale si è tenuta il 4 ottobre alle 20:15.
| Pos     | Atleta             | Nazionalità                 | 2.19 | 2.24 | 2.27 | 2.30 | 2.33 | 2.35 | 2.37 | Misura | Note                                     |
| ------- | ------------------ | --------------------------- | ---- | ---- | ---- | ---- | ---- | ---- | ---- | ------ | ---------------------------------------- |
| Oro     | Mutaz Essa Barshim | Qatar                       | o    | o    | o    | o    | xxo  | o    | o    | 2.37 m | Miglior prestazione mondiale stagionale  |
| Argento | Mikhail Akimenko   | Atleti Neutrali Autorizzati | o    | o    | o    | o    | o    | o    | xxx  | 2,35 m | Miglior prestazione personale            |
| Bronzo  | Ilya Ivanyuk       | Atleti Neutrali Autorizzati | o    | o    | o    | o    | xxo  | o    | xxx  | 2,35 m | Miglior prestazione personale            |
| 4       | Maksim Nedasekau   | Bielorussia                 | o    | xo   | xo   | xo   | o    | x–   | xx   | 2,33 m |                                          |
| 5       | Luis Zayas         | Cuba                        | o    | o    | o    | o    | xxx  |      |      | 2,30 m | Miglior prestazione personale            |
| 6       | Brandon Starc      | Australia                   | o    | xo   | xxo  | o    | xxx  |      |      | 2,30 m | Miglior prestazione personale stagionale |
| 7       | Michael Mason      | Canada                      | o    | o    | o    | xxo  | xxx  |      |      | 2,30 m |                                          |
| 8       | Lee Hup Wei        | Malaysia                    | o    | o    | xo   | xxx  |      |      |      | 2,27 m |                                          |
| 8       | Gianmarco Tamberi  | Italia                      | o    | o    | xo   | x–   | xx   |      |      | 2,27 m |                                          |
| 10      | Wang Yu            | Cina                        | o    | o    | xxx  |      |      |      |      | 2,24 m |                                          |
| 11      | Jeron Robinson     | Stati Uniti                 | xo   | o    | xxx  |      |      |      |      | 2,24 m |                                          |
| 12      | Luis Castro        | Porto Rico                  | o    | xxx  |      |      |      |      |      | 2,19 m |                                          |